# Bitva u Grotnik
Bitva u Grotnik (polsky Bitwa pod Grotnikami) se odehrála 4. května 1439 poblíž vsi Grotniki Duże nedaleko města Nowy Korczyn v Polsku (dnes Svatokřížské vojvodství), byla jedním z dozvuků husitských válek a poslední bitvou svedenou stoupenci husitského hnutí. V bitvě podlehlo vojsko polských stoupenců husitství vedené šlechticem Spytkem III. z Melstyna silnějším katolickým královským silám Vladislava III. Varnenčika, de facto regenta-biskupa Zbigniewa Olešnického, jejichž velení se ujal rytíř Hińcza z Rohova. Porážka polských nekatolických sil znamenala konec husitského hnutí v Polsku a začátek procesu úplné konsolidace moci v Polském království vedené biskupem Zbigniewem.